# Хорли
Хорли́ (Порт-Хорли до 1958 року) — курортне село в Україні, у Каланчацькій селищній громаді Скадовського району Херсонської області. 

## Топонім
Назва Хорли швидше усього походить від «карлі», що у турецькій мові означає «сніжний, білий». Так називали турецькі моряки півострів Гіркий Кут[джерело?].

## Географія
Розташоване на півострові Гіркий Кут, який омивається Чорним морем, у 22 км від Каланчака і 27 км від залізничної станції Каланчак на лінії Херсон-Сімферополь. Морський порт. Площа — 7,99 км². Поштовий індекс — 75813. За формою півострів Гіркий Кут нагадує обриси Криму, за що його ще називають Маленьким Кримом.

## Історія

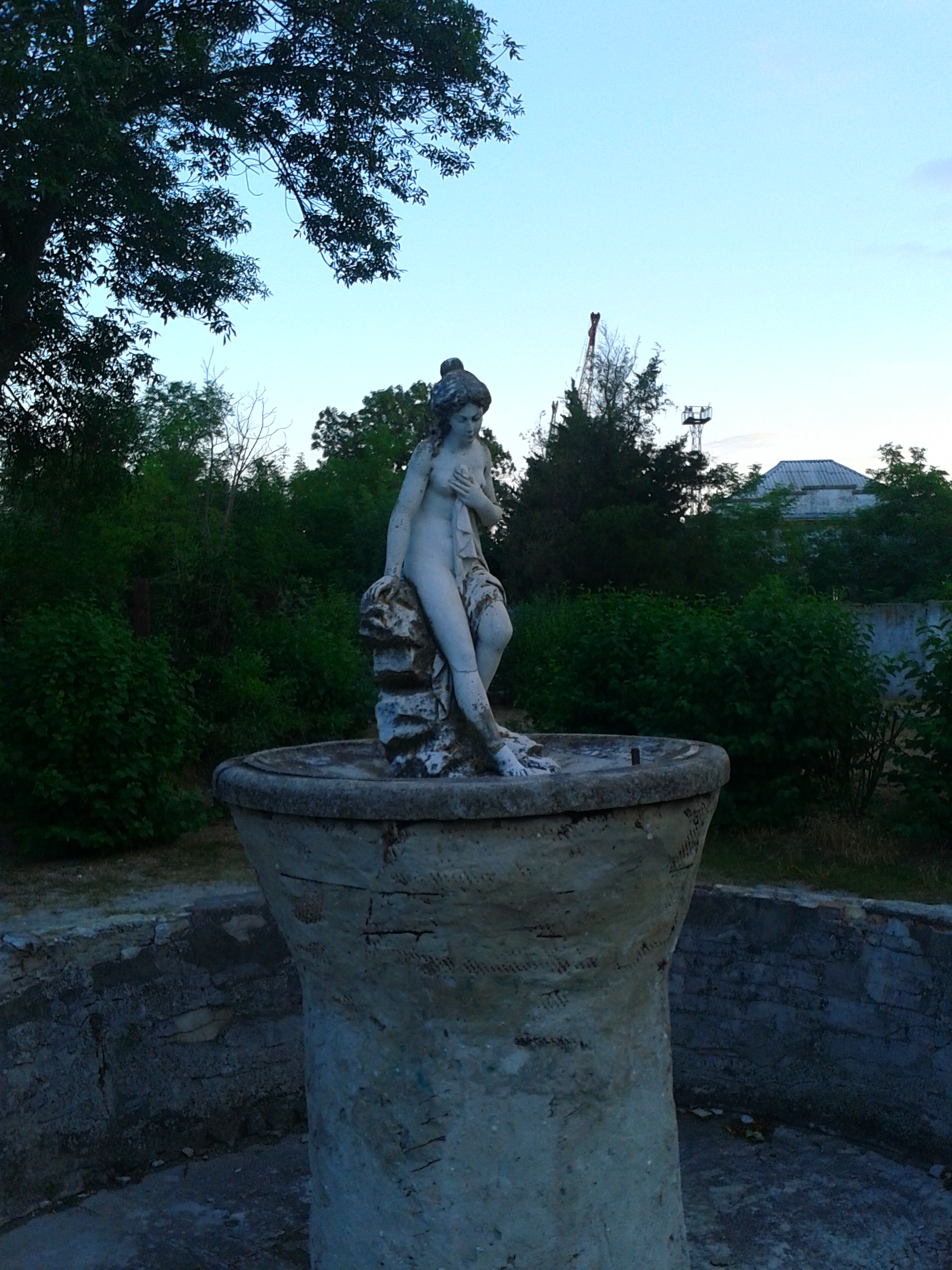
Мармурова скульптура «Купальниця», Хорли (1903)

Селище заснувала Софія Фальц-Фейн. Ставши вдовою барона-поміщика 1890 року, вона отримала великий спадок.
1897 року Фальц-Фейн заклала парк у цій місцині, розпочала будівництво контори з готелем для моряків, метеостанції, пошти, телеграфу). У вересні 1898 року відкрилась телефонна лінія, яка з'єднувала Хорли з Перекопом, Асканією-Новою та Скадовськом. 
26 січня 2021 року, внаслідок децентралізації, Хорли увійшли до складу Каланчацької селищної громади.
24 лютого 2022 року село тимчасово окуповане російськими військами під час російсько-української війни.

### Порт
У 1897 році Софія Фальц-Фейн розпочала будівництво порту Хорли, адже на цьому півострові природне джерело підігрівало море і вода не замерзала взимку. Таким чином порт мав змогу працювати увесь рік і став конкурентоспроможним поміж інших у Херсонській губернії.
У 1903 році в Порт-Хорлах завершили будівництво власне порту, млину та елеватора. Тоді ж до причалу вже могли пришвартуватися до шести кораблів.
З Порту-Хорли до інших країн Європи Фальц-Фейни переправляли овечу шкіру, зерно, м'ясо й худобу.
До 1907 року з порту було перевезено до інших країн Європи 2,2 млн пудів вантажів.
З появою торговельних операцій в Хорлах почала діяти митниця і з'явився судноремонтний док. У селі працював завод із перероблення устриць, яких продавали під торговельною маркою «Золота рибка на велосипеді» («Золотая рыбка на велосипеде»).
Крім зовнішніх торговельних зв'язків, порт виконував каботажні рейси в порти і причали Чорноморського басейну — Одеси, Херсона, Севастополя, Миколаєва, Скадовська.
Напередодні Першої світової війни в Порту-Хорли проживало 1675 мешканців.
Після неї й приходу більшовицької влади засновницю Порт-Хорли Софію Фальц-Фейн розстріляно. А сам порт занепав. Навіть попри те, що у 1928 році його було відновлено, початкового економічного значення селище собі так і не повернуло. У 1958 році Порт-Хорли був перейменований в Хорли.
Донедавна через порт у Хорлах переправляли пісок, багато якого добували у прибережних водах.

### Курорт в Хорлах
Сучасне село Хорли є насамперед курортом. Поблизу села з боку Каркінітської й Широкої заток є джерела лікувальних грязей. Водночас у Хорлах є фонтан, з якого б'є мінеральна вода.
Ще за радянських часів поряд з фельдшерсько-акушерським пунктом (ФАП), аптекою, середньою школою, професійно-технічним училищем, бібліотекою, будинком культури і клубом функціонувало пульмонологічне відділення районної лікарні.
З-поміж відпочинкових закладів у селі зараз функціонують пансіонати «Південний», «Веселка», бази відпочинку «Хвилі», «Paradise», «Хорли», «Енергія», «Сокіл», «Топольок», «Дельфін», «Золота лагуна», готель «Пілігрим», мініготель «Лелека», приватні садиби «Лілія», «Катюша», «San-Marino», «Еллада», «Портовик», а також лікувально-оздоровчий комплекс «Чорноморець».

## Населення
За переписом УРСР 1989 року чисельність наявного населення села становила 1010 осіб, з яких 535 чоловіків та 475 жінок, за переписом населення України 2001 року в селі мешкало 795 осіб.
| 1913   | 1944  | 1989   | 2001  | 2014  |
| ------ | ----- | ------ | ----- | ----- |
| → 1675 | ↘ 500 | ↗ 1010 | ↘ 795 | ↗ 912 |

### Мовний склад
Кількість та частка населення за рідною мовою, відповідно до Перепису населення України 2001 року:
| Рідна мова      | Кількість | Частка (%) |
| Загалом         | 795       | 100.00     |
| Українська мова | 670       | 84.28      |
| Російська мова  | 119       | 14.97      |
| Молдавська мова | 2         | 0.25       |
| Білоруська мова | 2         | 0.25       |
| Інші мови       | 2         | 0.25       |

## Відомі уродженці
- Наум Фогель (1908—1980) — письменник
- В. П. Кожевніков (1936 — сьогодення) — кандидат географічних наук
- Л. Т. Марковська (1938) — українська радянська діячка.
- Володи́мир Григо́рович Чупри́на (нар.11 серпня 1940) — український мистецтвознавець, живописець, громадський діяч.